# Chaim Walder
Pour les articles homonymes, voir Walder.
Chaim Eliezer Walder, né le 15 novembre 1968 à Haïfa et mort le 27 décembre 2021 à Petah Tikva, est un écrivain haredi israélien, auteur, entre autres, d'ouvrages de littérature pour la jeunesse. 
En 1993, il devient célèbre avec sa série Kids Speak (en hébreu - Yeladim Mesaprim Al Atzmam). À la suite d'une enquête journalistique, publiée en novembre 2021 dans le média Haaretz, alléguant des agressions sexuelles de femmes et d'enfants, il se suicide le 27 décembre 2021.

## Biographie
Chaim Walder est un auteur à succès avec sa série Des enfants parlent d'eux-mêmes (en hébreu - Yeladim Mesaprim Al Atzmam) destinés aux enfants haredim, et présentant des jeunes qui évoquent leurs problèmes et de leurs sentiments. Il a publié plus de 80 livres à travers le monde. Il anime des camps d'été utilisant une thérapie basée sur l’expression artistique. Il dirige une structure d’accueil d'enfants en difficulté dans la ville ultra-orthodoxe de Bnei Brak située dans la banlieue nord-est de Tel Aviv, accolée à Ramat Gan. Il intervient aussi dans des thérapies familiales.
En novembre 2021, après deux ans d'enquête, deux journalistes de Haaretz, Aaron Rabinowitz et Shira Elk, indiquent que Chaim Walder aurait agressé sexuellement au moins 22 femmes et enfants depuis 25 ans. Cette enquêté met aussi en évidence, en mars 2021, les agressions sexuelles d'une autre personnalité haredim Yehuda Meshi Zahav, fondateur de l’association ZAKA.
Chaim Walder se suicide le 27 décembre 2021 sur la tombe de son fils,.
Le grand rabbin de Safed, Shmuel Eliyahu (en), qui préside un beit din (tribunal rabbinique) publie une déclaration après son suicide : « C’est dommage qu’il ait choisi cette voie. Nous lui avions offert la possibilité de réparer ce qu’il avait cassé, de s’excuser auprès de ses victimes, de changer ses habitudes, de s’assurer qu’aucune autre femme ne serait blessée. Nous envoyons de la force aux nombreuses victimes en ces temps difficiles. Leur vie précède sa vie ».
Un mouvement de type #MeToo est lancé après sa mort, appelant les victimes de Walder à contacter une hotline. Dès les deux premiers jours, 200 appels arrivent, uniquement de Beit Shemesh, la ville où il exerçait.